# Devetzvezdni KI
Devetzvezdni KI je kozmologija starejša od 5000 let - katera ima najbrž izvor v Sumeriji. Kasneje je prišla na Kitajsko in se razširila po vsej Aziji - Tibet, Japonska, Indija. Kot kažejo najnovejša dognanja so vede, ki izhajajo iz Kozmologije Devetzvezdni KI: Feng Shui, I Ching, Vastu; na japonskem KiGaKu, astrologija Devetzvezdni KI in druge.
Devetzvezdni KI je v sodobnem svetu vse tja od 1970 in naprej v svetu bolj poznan kot Astrologija ali pa tudi Feng-Shui astrologija.